# Eficacia de la oración

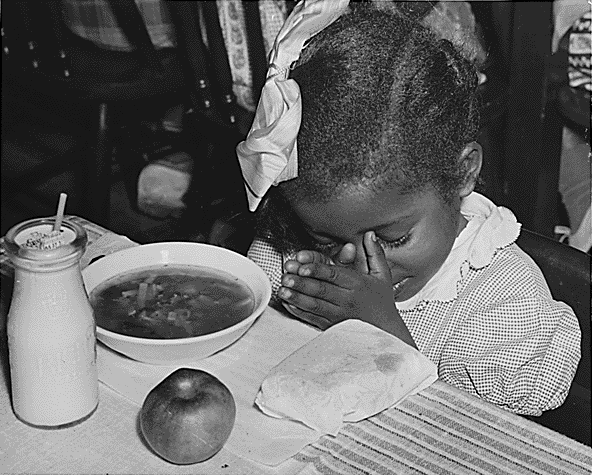
Un niño rezando antes de comer en los Estados Unidos, durante la Gran Depresión de 1936

La eficacia de la oración se ha estudiado desde al menos 1872, generalmente a través de experimentos para determinar si la oración o la oración intercesora tienen un efecto medible en la salud de la persona por la que se reza. Un estudio realizado en 2006 indica que la oración intercesora en pacientes con bypass cardíaco no tuvo efectos apreciables.
Mientras que algunos grupos religiosos sostienen que el poder de la oración es evidente, otros cuestionan si es posible medir su efecto. El Dr. Fred Rosner, una autoridad en Ética médica judía, ha expresado sus dudas de que la oración pueda ser objeto de análisis empírico. Las cuestiones filosóficas básicas influyen en la cuestión de la eficacia de la oración por ejemplo, si la inferencia estadística y la falsabilidad son suficientes para «demostrar» o «refutar» algo, y si el tema se encuentra siquiera dentro del ámbito de la ciencia.
Según “'The Washington Post”', «...la oración es el complemento más común de la medicina convencional, superando con creces a la acupuntura, las hierbas, las vitaminas y otros remedios alternativos». En comparación con otros campos que han sido estudiados científicamente, los estudios cuidadosamente supervisados sobre la oración son relativamente escasos. El campo sigue siendo muy reducido, con unos 5 millones de dólares gastados cada año en todo el mundo en este tipo de investigación. 

## Estudios sobre la oración intercesora

### Estudios en primera persona

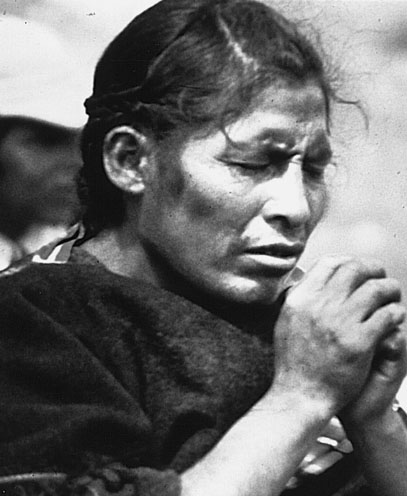
Una mujer boliviana aymara rezando

Los estudios pueden verificar que quienes rezan se ven afectados por la experiencia, incluyendo ciertos resultados fisiológicos. Un ejemplo de estudio sobre la «oración meditativa» fue el estudio de Bernardi publicado en el British Medical Journal en 2001. En él se informaba de que, al rezar el rosario o recitar mantras de yoga a ritmos específicos, la sensibilidad del barorreflejo aumentaba significativamente en pacientes cardiovasculares.
Un estudio publicado en 2008 utilizó el modelo dimensional de la personalidad de Eysenck basado en el neuroticismo y el psicoticismo para evaluar la salud mental de estudiantes de secundaria en función de la frecuencia con la que afirmaban rezar. Tanto en los alumnos de escuelas católicas como en los de escuelas protestantes, los niveles más altos de oración se asociaron con una mejor salud mental, medida por puntuaciones más bajas en psicoticismo. Sin embargo, entre los alumnos que asistían a escuelas católicas, los niveles más altos de oración también se asociaron con puntuaciones más altas en neuroticismo.

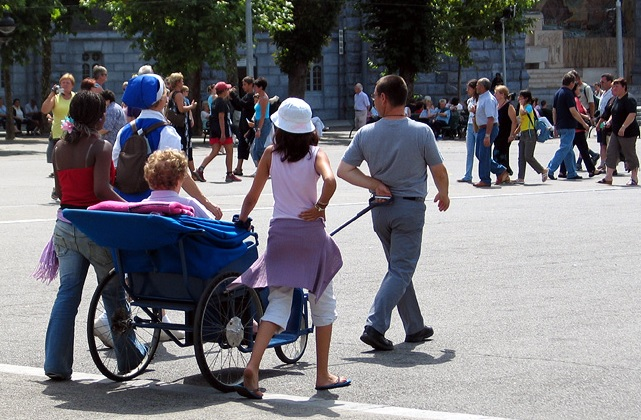
Persona en silla de ruedas buscando un milagro en el Santuario de Lourdes, Francia, donde se han reportado milagros de curación en la basílica de Nuestra Señora de Lourdes

También se ha sugerido que si una persona sabe que se está rezando por ella, esto puede animarla y aumentar su moral, lo que favorece la recuperación. Los estudios han sugerido que la oración puede reducir el estrés psicológico, independientemente del dios o dioses a los que se rece, un resultado que concuerda con diversas hipótesis sobre lo que puede causar tal efecto. Según un estudio realizado por CentraState Healthcare System, «los beneficios psicológicos de la oración pueden ayudar a reducir el estrés y la ansiedad, promover una actitud más positiva y fortalecer la voluntad de vivir». Otras prácticas como el yoga, el tai chi y la meditación también pueden tener un impacto positivo en la salud física y psicológica.
Un estudio realizado en 2001 por Meisenhelder y Chandler analizó los datos obtenidos de 1421 pastores presbiterianos encuestados por correo y descubrió que la frecuencia con la que afirmaban rezar estaba muy relacionada con su percepción de la salud y la vitalidad. Esta metodología de investigación tiene problemas inherentes de autoselección, sesgo de selección y factor de confusión, y los autores admitieron que la dirección de las relaciones percibidas entre la oración y la salud «sigue siendo inconclusa debido a las limitaciones del diseño de la investigación correlacional».

### Estudios de terceros
Varios estudios controlados han abordado el tema de la eficacia de la oración al menos desde Francis Galton en 1872, que dio lugar a toda una serie de comentarios y debates que se prolongaron durante varios años. Los estudios cuidadosamente supervisados sobre la oración son relativamente escasos, con un gasto mundial de 5 millones de dólares al año en este tipo de investigaciones. El estudio más amplio, realizado en 2006 por el proyecto STEP, no encontró diferencias significativas en la recuperación de pacientes operados del corazón, independientemente de que se rezara por ellos o no.
Los estudios independientes informaron de resultados nulos, correlacionados o contradictorios, en los que los beneficiarios de la oración habían empeorado su estado de salud. Por ejemplo, un metaanálisis de varios estudios relacionados con la sanación por intercesión a distancia publicado en “”Annals of Internal Medicine“” en 2000 examinó a 2774 pacientes en 23 estudios y encontró que 13 estudios mostraron resultados positivos estadísticamente significativos, 9 estudios no mostraron ningún efecto y 1 estudio mostró un resultado negativo.
Una revisión de niveles de evidencia de 2003 encontró evidencia para la hipótesis de que «ser objeto de oraciones mejora la recuperación física de enfermedades agudas». Se concluyó que, aunque «varios estudios» han probado esta hipótesis, «solo tres tienen el rigor suficiente para ser revisados aquí» (Byrd 1988, Harris et al. 1999 y Sicher et al. 1998). En los tres, «los resultados más sólidos se obtuvieron con las variables evaluadas de forma más subjetiva», lo que suscitó inquietudes sobre la posible revelación involuntaria de la identidad de los evaluadores de los resultados. Se han realizado otros metaanálisis de la bibliografía más amplia que solo muestran pruebas de ausencia de efecto o de un efecto potencialmente pequeño. Por ejemplo, un metaanálisis de 2006 sobre 14 estudios concluyó que «no hay ningún efecto discernible», mientras que una revisión sistemática de 2007 sobre la oración intercesora informó de resultados inconclusos, señalando que 7 de los 17 estudios tenían «tamaños de efecto pequeños, pero significativos», pero la revisión señaló que los tres estudios más rigurosos desde el punto de vista metodológico no lograron producir resultados significativos.

## Creencia y escepticismo

### Opiniones médicas
La mayoría Los científicos rechazan a los practicantes de la «curación por la fe». Los creyentes afirman que la curación por la fe no hace afirmaciones científicas y, por lo tanto, debe tratarse como una cuestión de fe que no puede ser probada por la ciencia. Los críticos responden que las afirmaciones sobre curas médicas deben ser probadas científicamente porque, aunque la fe en lo sobrenatural no se considera en sí misma competencia de la ciencia, Las afirmaciones de efectos reproducibles están, no obstante, sujetas a investigación científica.
Los científicos y los médicos suelen considerar que la curación por la fe carece de plausibilidad biológica o garantía epistémica,: 30–31 , que es uno de los criterios utilizados para juzgar si la investigación clínica es ética y está justificada desde el punto de vista financiero. Una revisión Cochrane sobre la oración intercesora concluyó que «aunque algunos de los resultados de estudios individuales sugieren un efecto positivo de la oración intercesora, la mayoría no lo hacen». Los autores concluyeron: «No estamos convencidos de que deban realizarse más ensayos de esta intervención y preferiríamos que los recursos disponibles para dicho ensayo se utilizaran para investigar otras cuestiones relacionadas con la atención sanitaria».
Un artículo publicado en la revista Medical Journal of Australia afirma que «una crítica habitual a la investigación sobre la oración es que esta se ha convertido en un método terapéutico popular para el que no existe ningún mecanismo plausible conocido».
Los profesionales médicos se muestran escépticos ante las nuevas afirmaciones de los estudios hasta que se han reproducido experimentalmente y se han corroborado. Por ejemplo, un estudio realizado en 2001 por investigadores asociados a la Universidad de Columbia ha sido objeto de controversia, tras las afirmaciones de éxito aparecidas en los medios de comunicación populares.
Aunque diferentes estudios médicos han discrepado entre sí, los médicos no han dejado de estudiar la oración. Esto puede deberse en parte a que la oración se utiliza cada vez más como mecanismo de afrontamiento para los pacientes.

### Escepticismo sobre el alcance de la oración

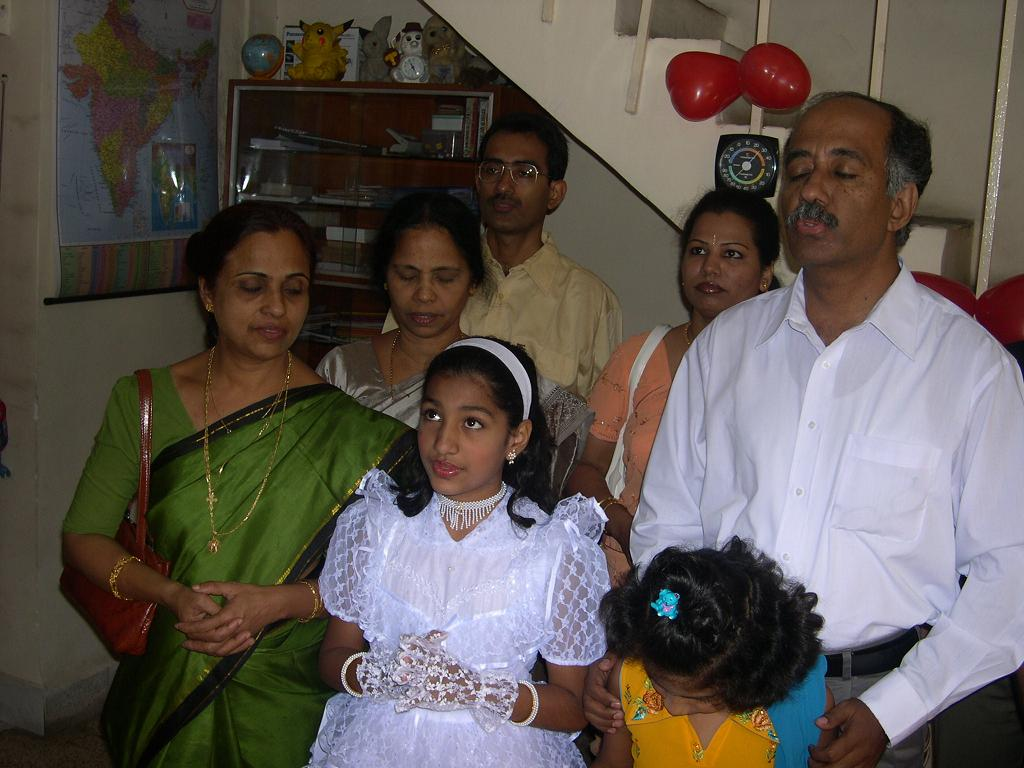
Una familia rezando

En un debate/entrevista en “”Newsweek“” con el evangélico cristiano Rick Warren, el ateo Sam Harris comentó que la mayoría de las percepciones laicas sobre la eficacia de la oración (impresiones personales en contraposición a estudios empíricos) estaban relacionadas con el error de muestreo porque «sabemos que los seres humanos tenemos un sentido terrible de la probabilidad». Es decir, los seres humanos son más propensos a reconocer las confirmaciones de su fe que a reconocer las refutaciones.

Harris también criticó los estudios empíricos existentes por limitarse a oraciones por acontecimientos relativamente poco milagrosos, como la recuperación de una operación de corazón. Sugirió un experimento sencillo para zanjar la cuestión: 
Consigue que mil millones de cristianos recen por un solo amputado. Que recen para que Dios les haga crecer la extremidad que les falta. Esto les ocurre a las salamandras todos los días, presumiblemente sin rezar; está dentro de las capacidades de Dios. Me parece interesante que las personas creyentes solo tiendan a rezar por condiciones que son autolimitadas».

## Cuestiones religiosas y filosóficas

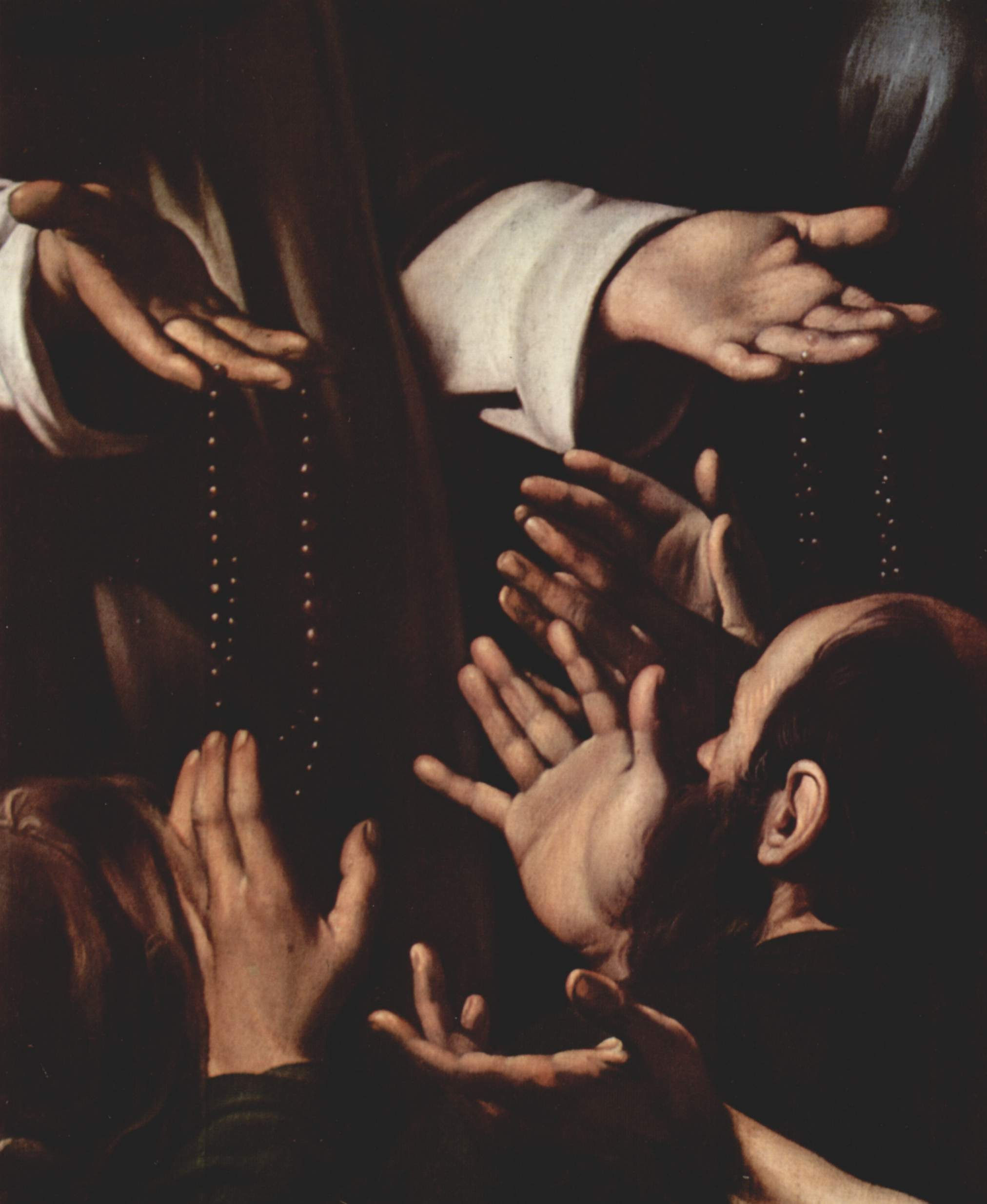
Rezando a la Madonna del Rosario, de Caravaggio, 1606-1607

Existen objeciones religiosas y filosóficas al estudio mismo de la eficacia de la oración. Algunos interpretan el “”Deuteronomio“” (6:16 «No pondrás a prueba al Señor tu Dios») en el sentido de que la oración no puede, o no debe, ser examinada.
El punto de vista religioso se opone a la afirmación de que la oración es susceptible de diseños experimentales o análisis estadísticos, y a otras suposiciones de muchos experimentos, por ejemplo, que mil oraciones son estadísticamente diferentes de una. Las objeciones también incluyen la queja de que la religión se ocupa generalmente de acontecimientos únicos e incontrolables, mientras que la estadística y la ciencia en general se ocupan de fenómenos recurrentes que pueden ser muestreados o controlados y que son susceptibles de leyes generales.
Las objeciones religiosas también incluyen la queja de que, cuando la oración comienza a medirse, deja de ser una oración real una vez que se involucra en un experimento, y que el concepto de realizar experimentos con la oración refleja un malentendido del propósito de la oración. El experimento STEP de 2006 indicó que algunos de los intercesores que participaron en él se quejaron de la naturaleza guionizada de las oraciones que se les impusieron, diciendo que esta no es la forma en que suelen realizar las oraciones: 

Antes del inicio de este estudio, los intercesores informaron que normalmente reciben información sobre la edad y el sexo del paciente, así como informes sobre la evolución de su estado de salud; conversan con los familiares o con el paciente (no por fax a través de un tercero); utilizan oraciones individualizadas de su propia elección; y rezan durante un periodo de tiempo variable en función de la petición del paciente o de la familia».

Con respecto a la expectativa de una respuesta a la oración, el filósofo del siglo XVIII William Paley escribió:

Rezar por favores particulares es dictar a la Sabiduría Divina, y sabe a presunción; e interceder por otros individuos o por naciones es presumir que su felicidad depende de nuestra elección y que la prosperidad de las comunidades depende de nuestro interés.

Durante el siglo XX, el filósofo Bertrand Russell creía que la religión y la ciencia «han estado en guerra durante mucho tiempo, reclamando para sí el mismo territorio, las mismas ideas y las mismas lealtades». También creía que la guerra había sido ganada de forma decisiva por la ciencia. Casi 40 años antes, Russell, con 22 años, también escribió: «Aunque hacía tiempo que había dejado de creer en la eficacia de la oración, me sentía tan solo y tan necesitado de un apoyo como el Dios cristiano, que volví a rezar cuando dejé de creer en su eficacia».
El biólogo evolutivo del siglo XXI Richard Dawkins, al describir cómo Richard Swinburne descartó los resultados negativos del experimento STEP «basándose en que Dios solo responde a las oraciones si se ofrecen por buenas razones», encuentra un resultado predecible de la oración:
Otros teólogos se unieron a los escépticos inspirados en NOMA para sostener que estudiar la oración de esta manera es una pérdida de dinero porque las influencias sobrenaturales están, por definición, fuera del alcance de la ciencia. Pero, como reconoció acertadamente la Fundación Templeton cuando financió el estudio, el supuesto poder de la oración intercesora está, al menos en principio, al alcance de la ciencia. Se puede realizar un experimento doble ciego, y de hecho se ha realizado. Podría haber dado un resultado positivo. Y si lo hubiera dado, ¿te imaginas que un solo apologista religioso lo hubiera descartado alegando que la investigación científica no tiene nada que ver con las cuestiones religiosas? Por supuesto que no.